# 澤井修一
澤井 修一（さわい しゅういち、1911年（明治44年）8月13日 - 2003年（平成15年）12月17日は、日本の銀行家。 山形しあわせ銀行頭取。

## 来歴・人物
庄内藩で松ヶ岡開墾に従事した藩士の家系である澤井辰三郎の長男として、山形県鶴岡町（現・鶴岡市）に生まれる。
1933年、山形師範学校（現・山形大学地域教育文化学部）卒業。教職に奉職後、実業界入りし松ヶ岡ガラス工業社長等を歴任。1952年、山形相互銀行に入行。翌年、社長に就任する。
トップ在任時は、1960年の資金量5000億円達成、荘内銀行との協業によるエスワイコンピューターサービス（SYC）の設立、第1次オンラインシステムの実現等、経営の近代化を推進した。また、安岡正篤に傾倒し生涯教育を実践したほか、山形師範の同期であった長谷川信夫らと共に、荘内南洲会の設立にも尽力。藍綬褒章や死去後には、鶴岡市から市政功労の表彰も受賞した。
2003年12月17日、老衰のため死去。
四男にきらやか銀行会長を務めた澤井誠介がいる。

## 略歴
- 1933年（昭和8年）- 山形師範学校（現・山形大学地域教育文化学部）卒業。
- 1950年（昭和25年）
  - 1月 - 松ヶ岡ガラス工業社長。　
  - 10月 - 金升酒造取締役。　
  - 12月 - 両羽協同製糸（現・松岡株式会社）取締役。
- 1951年（昭和26年）- 出羽木材社長。
- 1952年（昭和27年）- 山形相互銀行入行、取締役。
- 1953年（昭和28年）- 同社長。
- 1989年（平成元年）- 普銀転換、山形しあわせ銀行頭取。
- 1991年（平成3年）- 同会長。
- 1998年（平成10年）- 同相談役。
- 2003年（平成15年）- 老衰のため死去。